# Volodichthys
Genre
Volodichthys est un genre de poissons marins de la famille des Liparidae. Les espèces de ce genre se trouvent dans l'océan Austral et plus largement dans l'extrême sud des océans Atlantique et Pacifique, autour des côtes sud-américaines. Ce sont des poissons démersaux vivant entre les zones mésale et bathyale, soit à des profondeurs souvent supérieures à 1 000 mètres.

## Liste des espèces
Selon WoRMS, FishBase et EOL comprend 4 espèces :
- Volodichthys herwigi Andriashev, 1991
- Volodichthys parini Andriashev & Prirodina, 1990
- Volodichthys smirnovi Andriashev, 1991
- Volodichthys solovjevae Balushkin, 2012